# Рехавиты
Рехавиты (рехабиты; дом Рехавитов; רכבים, בית רכב), они же кениты (קיני), — потомки Рехава (евр. Рехаб) и Ховава (евр. Хобаб), тестя Моисея (Суд. 4:11). Согласно библейскому тексту, рехавиты были принципиальными противниками оседлого образа жизни и строго придерживались кочевого быта; они жили в различное время и в Северном и в Южном царствах, отличаясь особой преданностью вере и монотеизму, и хроникёр отождествлял их с кенитами.
В Книге Иеремии (Иер. 35) повествуется, что пророк пригласил некоторых рехавитов в храм, где предложил им вина. Рехавиты отказались от него под тем предлогом, что их родоначальник Ионадав (сын Рехава) запретил им употребление крепких напитков и заповедал не иметь домов, не засевать полей и не сажать виноградников, а оставаться верными шатрам. Иеремия воспользовался этим примером верности рехабитов, чтобы упрекнуть своих современников в распущенности нравов.